# Ню Цзяньфэн
Ню Цзяньфэ́н (кит. упр. 牛剑锋, пиньинь  Niú Jiànfēng, р.3 апреля 1981) — китайская спортсменка, игрок в настольный теннис, призёр Олимпийских игр.
Ню Цзяньфэн родилась в 1981 году в Баодине провинции Хэбэй. С 4-х лет начала ходить в Баодинский спортивный детский сад, с 10-ти лет начала тренироваться при Баодинском спортивном институте. В 1997 году стала чемпионкой КНР среди юниоров, в 1999 году выиграла Кубок КНР в парном разряде, в 2000 — Кубок КНР среди женщин. В 2001 году приняла участие в Универсиаде, где завоевала золотые медали среди женщин в одиночном и парном разрядах, и серебряную медаль в миксте. В 2002 году на Азиатских играх в Пусане заняла 2-е место в одиночном разряде. На Олимпийских играх 2004 года в Афинах завоевала бронзовую медаль в парном разряде.